# Сен-Жан-ле-Сантенье
Сен-Жан-ле-Сантенье́ (фр. Saint-Jean-le-Centenier, окс. Sant Joan lo Centenièr) — коммуна во Франции, находится в регионе Рона — Альпы. Департамент коммуны — Ардеш. Входит в состав кантона Вильнёв-де-Бер. Округ коммуны — Ларжантьер.
Код INSEE коммуны — 07247.

## Население
Население коммуны на 2008 год составляло 643 человека.
| 1962 | 1968 | 1975 | 1982 | 1990 | 1999 | 2008 |
| ---- | ---- | ---- | ---- | ---- | ---- | ---- |
| 518  | 565  | 507  | 544  | 508  | 573  | 643  |

## Экономика
В 2007 году среди 385 человек в трудоспособном возрасте (15—64 лет) 275 были экономически активными, 110 — неактивными (показатель активности — 71,4 %, в 1999 году было 75,0 %). Из 275 активных работали 239 человек (125 мужчин и 114 женщин), безработных было 36 (16 мужчин и 20 женщин). Среди 110 неактивных 35 человек были учениками или студентами, 33 — пенсионерами, 42 были неактивными по другим причинам.